# Позориште Њеног величанства
Позориште Њеног величанства (енгл. Her Majesty’s Theatre) је вест енд позориште, смештено у Хејмаркету у Граду Вестминстеру, у Лондону. Садашњу зграду дизајнирао је Чарлс Џ. Фипс и саграђена је 1897. године за глумца-менаџера Херберта Бирбома Трија, који је основао Краљевску академију драмске уметности у оквиру позоришта. У раним деценијама XX века, Три је спровео спектакуларна извођења Шекспира и других класичних дела, а у Позоришту су одржане премијере великих писаца позоришних комада, као што су Џорџ Бернард Шоу, Џ. М. Сајџи, Ноел Кауард и Џ. Б. Присли. Од Првог светског рата, због широке бине, у позоришту су могла да се изводе већа музичка издања, а позориште је специјализовано за гостовање мјузикала. Неке од поставки музичког театра су забележене, од којих је значајна сензација Првог светског рата „Чу Чин Чоу“ и тренутно извођење Ендру Лојд Веберовог „Оперског фантома“, који се играо без прекида у Позоришту од 1986. године.
Позориште је основао архитекта и аутор позоришних комада, Џон Ванбург, 1705. године, као Краљичино позориште. Драма праћена музиком била је забрањена законом у свим осим у два лондонска опште позната позоришта, тако да је ово позориште убрзо постала опера. Између 1711. године и 1739. године, више од 25 опера од Џорџа Фредерика Хандела премијерно су приказане овде. У раном XIX веку, у позоришту је гостовала оперска компанија која је требало да буде премештена у позориште Ројал код Ковент гардена, 1847. године, и у њему су била приказана прва лондонска извођења Моцартових “La clemenza di Tito, Così fan tutte” и “Don Giovanni”. Такође је био домаћин Балета Позоришта Њеног величанства средином XIX века, пре него што је наставио да буде домаћин лондонским премијерама познатих опера, као што су Бизетов “Carmen” и “Ring Cycle”.
Име позоришта се мења с полом монарха. Прво је било Краљево позориште 1714. године по доласку Џорџа . Преименовано је у Позориште Њеног величанства 1837. године. У најскорије време, позориште је било познато као Позориште Његовог величанства од 1901. до 1952. године, и постало је Њеног величанства по доласку Елизабете II. Капацитет позоришта је 1.216 места, и грађевина је била класификована као степен II* од Енглеског наслеђа 1970. године. Група веома корисних позоришта поседује зграду од 2000. године. Земљиште испод њега је на дуги рок изнајмљено од Крунских поседа.

## Историја
Крај 17. века био је период интензивног ривалства међу лондонским глумцима, а 1695. године десио се раскол у компанији Јунајтед, која је имала монопол над извођењем драме у њена два позоришта. Драматург и архитекта, Џон Ванбург, у овоме је видео прилику да разбије дуополизам општепознатих позоришта, он је прибавио земљиште на коме се некада налазила штала, по цени од 2000 £, за прављење новог позоришта на Хејмаркету. У новом послу, надао се да ће побољшати расподелу профита који би отишли писцима позоришних комада и глумцима. Прикупио је новац преко претплате, вероватно међу члановима Кит-кет клуба.
Да опорави њих [што су Томас Бетертонова компанија], због тога, услед њихове Процене, нови Пројекат је формиран од њих отмено позориште на Хеј-маркету, од Сера Џона Ванбурга, за који је подигао Претплату од тридесет Особа од Квалитета, од којих је свако дао стотину фунти, у Разматрању, о чему сваког Претплатника, за његов сопствени Живот, приложен је у сврху свих забава које требају бити јавно изведене тамо, без даљег Плаћања за његов Улаз.
—Џон Ванбургова напомена о претплати за ново позориште
У овом подухвату му се придружио његов главни сарадник, Вилијам Конгрив и глумачко друштво које је предводио Томас Батертон.
Позориште је обезбедило прву алтернативу позоришту Ројал, Друри Лејн, које је саграђено 1663. године и Ројал, Ковент гарден, које је саграђено 1728. године. Место на коме је смештено Позориште, је друго најстарије такво место које је остало у употреби. Ова три пост-интерегнум позоришта дефинисала су облик и сврху модерних позоришта.

## Фусноте
1. ↑  Larkin, Colin (ed). Guinness Who's Who of Stage Musicals (Guinness Publishing). 1994.  978-0-85112-756-9.
2. ↑  theatrical monopoly in Banham, Martin The Cambridge guide to theatre pp. 1105 (Cambridge University Press). 1995.  978-0-521-43437-9.
3. ↑  Handel's Compositions Архивирано на веб-сајту  (30. јануар 2009) GFHandel.org, accessed 21 December 2007
4. ↑  Einstein, Alfred. Mozart: His Character, His Work (NY: Oxford University Press, 1945)
5. ↑  The Haymarket Opera House, Survey of London: volumes 29 and 30: St James Westminster, Part 1 (1960), pp. 223-50, accessed 18 December 2007
6. ↑  Downes, Kerry. Sir John Vanbrugh: A Biography (London: Sidgwick and Jackson ). 1987.  978-0-283-99497-5.
7. ↑  Earl, John and Michael Sell. Guide to British Theatres 1750–1950, pp. 117 (Theatres Trust). 2000.  978-0-7136-5688-6. Sadler's Wells Theatre was founded as a music room in 1683, and a theatre was built on the site in 1765.